# Valentina Cortese
Valentina Cortese (Milão, Lombardia, 1 de janeiro de 1923 - 10 de Julho de 2019) foi uma atriz italiana.
Assinou contrato com a 20th Century Fox em 1948 e apareceu em Malaya de 1949, um filme sobre a Segunda Guerra Mundial atuando ao lado de Spencer Tracy e James Stewart.
Em 1951, co-estrelou com Richard Basehart o filme House on Telegraph Hill, de Robert Wise. Cortese se casou com Basehart naquele mesmo ano e os dois tiveram um filho. O casal se divorciou no ano de 1960.
Em 1975 foi indicada ao prêmio Oscar de melhor atriz coadjuvante por sua performance no filme francês La nuit américaine, de François Truffaut. A vencedora Ingrid Bergman, durante seu discurso, pediu desculpas a Valentina, que acredita ter atuado melhor do que ela.
Logo após, Valentina estrelou em Gesù di Nazareth, de Franco Zefirelli, e em The Adventures of Baron Munchausen, de Terry Gilliam. Aposentou-se em 1993
Morreu aos 96 anos de idade em 10 de julho de 2019.